# 박용호 (축구인)
박용호 (朴容昊, 1981년 3월 25일 ~ )는 대한민국의  전 축구 선수이자 코치이다. 선수 시절 포지션은 센터백이었다.

## 개요
경기도 인천시 (현 인천광역시) 출생으로 부평동중학교, 부평고등학교를 졸업하였다. 잘생긴 외모로 인하여 '미남 수비수'라는 별명이 붙었다.

## 클럽 경력
2000년 안양 LG 치타스 (현 FC 서울)에 입단하였고, 2011년까지 FC 서울에서 활약하였다. 2005년 광주 상무 불사조에 입대해 2007년 군복무를 마치고 FC 서울에 복귀하여, 서울의 2008년 K리그 준우승과 2010년 우승에 공헌하였다.
2012 시즌을 앞두고 김주영의 서울로의 이적과 수비 강화를 노리던 부산 아이파크의 러브콜이 맞물려 부산으로 이적하게 되었다.
부산 아이파크에서 2012~2013년 시즌을 보내고 말레이시아 슈퍼리그 ATM FA로 이적하였다.

## 국가대표팀 경력
2004년 6월 5일 터키와의 친선경기에서 뛰었다. 2001년 FIFA 컨페더레이션스컵에 엔트리에 포함되었지만 경기에서 기용되지는 않았다.

## 그 외
2007년 12월 유수진과 결혼하였다.

## 경력 목록

### 클럽 경력
- 2000년 ~ 2011년  안양 LG 치타스 / FC 서울
- 2005년 ~ 2006년  광주 상무 (군복무)
- 2012년 ~ 2013년  부산 아이파크
- 2014년  ATM FA
- 2015년 ~ 2016년  강원 FC

### 지도자 경력
- 2015년 ~ 2016년  강원 FC 플레잉 코치
- 2017년  강원 FC 코치
- 2018년  FC 서울 스카우트, 코치, 2군 코치
- 2019년 ~ 현재  인천 유나이티드 코치

## 수상 내역

### 개인
- 2004년 제18회 올해의 프로축구 대상 프로스펙스 특별상 수상

### 클럽

#### 안양 LG 치타스 / FC 서울
- K리그 우승 2회 (2000년, 2010년)
- K리그 준우승 2회 (2001년, 2008년)
- 대한민국 슈퍼컵 우승 1회 (2001년)
- 아시안 클럽 챔피언십 준우승 1회 (2002년)
- 리그컵 우승 1회 (2010년)
- 리그컵 준우승 1회 (2007년)

## 참고 자료
- 스타의 그 시절 - '현역 은퇴' 박용호를 추억하며